# Lola Flores
María Dolores Flores Ruiz, conocida artísticamente como Lola Flores (Jerez de la Frontera, Cádiz, 21 de enero de 1923-Alcobendas, Madrid, 16 de mayo de 1995) fue una actriz, bailaora y cantante española.
Dentro de la música, se inició en el género de copla y también cantó rumbas y rancheras. Como actriz, interpretó más de 35 películas, muchas de ellas ambientadas en el folclorismo andaluz. Fue una de las primeras mujeres en la España de la posguerra en hablar libremente de temas considerados tabú como la violencia contra las mujeres, las relaciones extramatrimoniales y la prostitución.
Como artista, se convirtió en un símbolo y un tópico de una época en la España del siglo XX. También obtuvo reconocimiento en México por su participación en cintas como Reportaje (1953), ¡Ay, pena, penita, pena! (1953), La Faraona (1956) y Los Tres Amores de Lola (1956). Estas además le valieron el haber sido reconocida como una de las actrices que formaron parte de la Época de Oro del cine mexicano.

## Biografía y carrera

### Primeros años

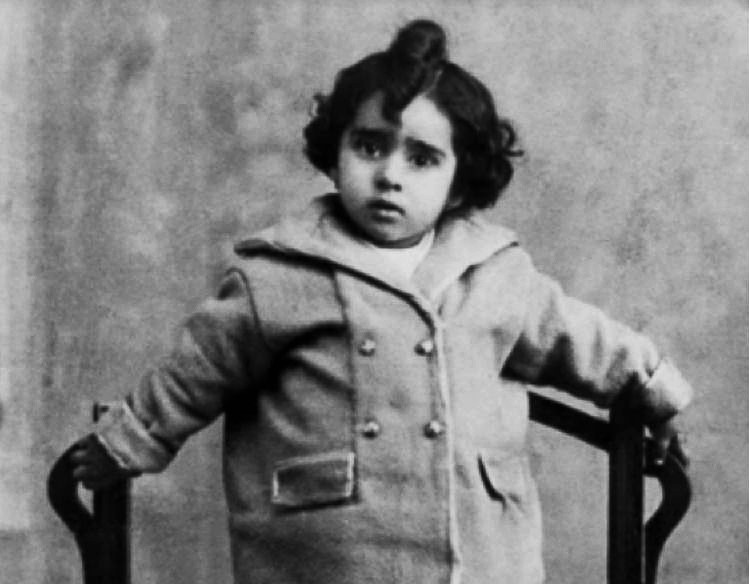
Flores en 1925

María Dolores Flores Ruiz nació el 21 de enero de 1923 en Jerez de la Frontera (Cádiz), en el número 45 de la calle Sol, en el barrio de gran tradición flamenca de San Miguel y a pocos metros de donde nació el gran cantaor Antonio Chacón. Era la mayor de los tres hijos del matrimonio formado por Pedro Flores Pinto (1897-1973), natural de La Palma del Condado y María del Rosario Ruiz Rodríguez (1901-1989), originaria de Sanlúcar de Barrameda. Su hermana Carmen Flores (n. en 1936 en Jerez de la Frontera) también se dedicó al mundo del espectáculo. Su hermano Manuel (n. en 1933 Sevilla) falleció con quince años de una peritonitis. Profesionalmente, cultivó su imagen de flamenca gitana con la que se sentía identificada, su ascendencia calé (gitana) procedía de su abuelo materno, Manuel, que era vendedor ambulante.
En su familia, aunque no sobraba el dinero, no se puede decir que pasaran grandes necesidades. Su padre regentaba en Jerez una taberna, La Fe de Pedro Flores, y su madre era costurera. Cuando ella tenía cinco años, se trasladó junto a su familia a vivir a Sevilla, donde su padre trabajó en varios bares y restaurantes y emprendió algunos negocios. Allí acudió al colegio de las monjas de Santa Teresita y en esta ciudad nació su hermano Manuel. Algunos años después, alrededor de 1934, regresaron todos a Jerez donde continuaban viviendo sus abuelos.

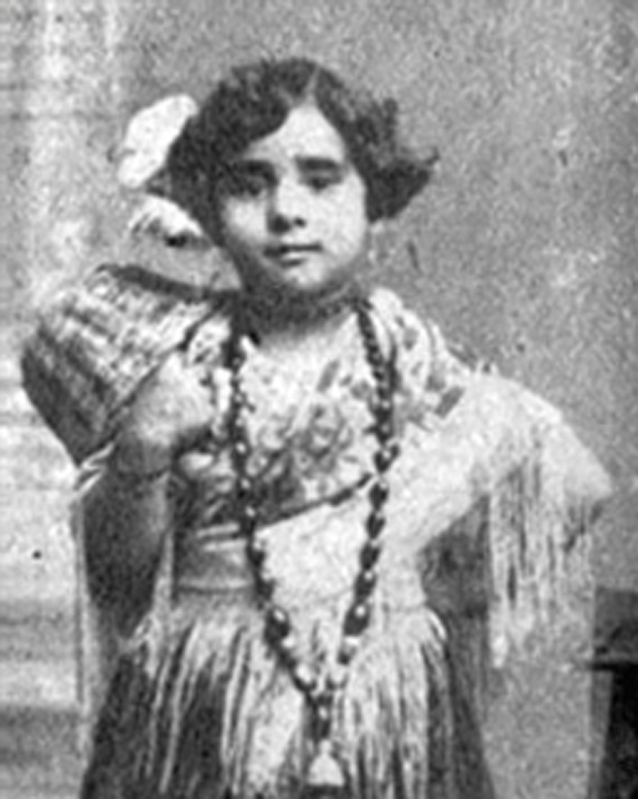
Flores c. 1930

Estudió en Jerez baile con la artista María Pantoja, en cuyo estudio también conoció al guitarrista Sebastián Núñez, y posteriormente asistió en Sevilla a la academia del maestro Realito, en la que también se formaron bailarines de prestigio como Antonio y Rosario. Sus referencias de aquella época, a las que trataba de emular, eran Imperio Argentina y Estrellita Castro en el cine y Pastora Imperio en el baile. 
Desde muy joven, empezó a cantar en bautizos, fiestas privadas y en algunos espectáculos menores. Su debut oficial se produjo después de finalizada la Guerra Civil, el 10 de octubre de 1939, cuando tenía dieciséis años, en el espectáculo Luces de España con la compañía de Custodia Romero, en el teatro Villamarta de Jerez de la Frontera. En la publicidad oficial aparecía como «Lolita Flores Imperio de Jerez: joven canzonetista y bailarina».
Al poco tiempo de su presentación en el Villamarta, el director de cine Fernando Mignoni, que se hallaba en Jerez buscando una actriz joven para su película Martingala, la contrató después de un pequeño casting, en el que la actriz recitó un monólogo de la película Morena Clara. Viajó a Madrid para el rodaje por el que cobró 12 000 pesetas, cantidad bastante considerable para la época para una actriz debutante. A primeros de los cuarenta, después de algunos espectáculos por Andalucía, se marchó con toda su familia definitivamente hacia Madrid en busca del éxito de la artista.

### Zambra y Manolo Caracol
Llegada a Madrid, acudió a la academia del maestro Quiroga y realizó una gira por el norte de España. En 1942, fue contratada como telonera por la Compañía de Canciones y Bailes Españoles de Mari Paz, en el teatro Fontalba de Madrid. Allí cantaba «El Lerele», que supuso un éxito que le permitió encabezar el reparto y cantar cinco números en un espectáculo derivado de este que se montó posteriormente.
En 1943, junto al empresario Adolfo Arenaza, emprendió el espectáculo Zambra, en el que compartía protagonismo con Manolo Caracol, que era ya un cantaor de prestigio, al que el empresario había contratado por 500 pesetas diarias. Se estrenó en Valencia a finales de ese año y en Madrid se presentó el 18 de febrero de 1944, en el teatro de la Zarzuela. Con pequeñas variaciones, el espectáculo se mantuvo en cartel varios años con gran éxito. Zambra fue decisivo para la carrera de Lola Flores, un gran acontecimiento teatral y musical –copla y flamenco, fundamentalmente– muy cuidado en todos sus elementos, para el que escogieron al trío de compositores y poetas Quintero, León y Quiroga, que tenía su número culminante en La niña de Fuego y del que salió también «La Zarzamora», una de las canciones más asociadas a Lola. El éxito y la originalidad de este espectáculo venía de la combinación y superposición de diferentes mundos teatrales. El modelo técnico de producción se basaba en las representaciones de Concha Piquer al estilo estadounidense de Broadway, los contenidos musicales eran heredados de la ópera flamenca aportados por el propio Caracol, una escenografía creada por el pintor onubense José Caballero, relativamente inspirada en la pintura simbolista de Julio Romero de Torres y sobre todo, la garra teatral de sus protagonistas, que destacaba toda la crítica.
La colaboración de la pareja, que mantenían una relación más allá de lo profesional, hecho que se veía reflejado sobre los escenarios, fue muy exitosa, lo que les llevó a convertirse en sus propios empresarios. Hicieron juntos también dos películas: Embrujo (1947) y La niña de venta (1951). En 1951, se inició la separación artística y sentimental de la pareja y comenzaron a trabajar por separado.

### Contrato con Suevia Films y trabajos internacionales
En 1951, la productora española Suevia Films deseaba consolidar un star-system propio del cine español, que tuviera su expansión hacia América. Para ello, su propietario Cesáreo González decidió a finales de 1951 contratar a Lola Flores. Firmó un acuerdo en exclusiva con Lola por tres años y cinco películas, por un importe de seis millones de pesetas; contrato que comprendía cine, televisión, teatro y también la realización de una gira por América.
La rúbrica del contrato, que se llevó a cabo en el Bar Chicote de Madrid delante de las cámaras del NO-DO, supuso un gran evento publicitario. Este acuerdo le impuso a Lola un gran ritmo de trabajo con el rodaje de las nuevas películas y sus campañas de promoción. Entre esas películas se encuentran La niña de la venta, con Ramón Torrado, (1951) y ¡Ay, pena, penita, pena!, (1953), con Miguel Morayta. En total durante esa década rodó 18 películas.
El 23 de abril de 1952, partía junto a su familia hacia México, donde obtuvo un gran recibimiento. Allí, el dueño de la Sala Capri inventó para ella el apodo de La Faraona. De México fue a La Habana, Río de Janeiro, Ecuador, Buenos Aires y Nueva York.
Los años 50 supusieron el periodo definitivo de construcción del mito que supuso Lola Flores en la sociedad española y a nivel internacional. Con una actividad artística muy intensa, múltiples viajes por América y gran agitación en lo sentimental. En 1954, presentó en Madrid un nuevo espectáculo titulado Copla y Bandera, en el que colaboraba entre otros como cantaor Beni de Cádiz. En 1955, viajó de nuevo a México, donde rodó tres películas en un año y realizó además una gira que la llevó a Perú, Colombia, Ecuador, Cuba y Chile. A su vuelta a España, estrenó en 1957 su siguiente espectáculo: Arte Español, con Rafael Farina como cantaor.

### Declive de la copla y reinvención
En febrero de 1960, actuó en el teatro Olympia de París. Durante esa década siguió presentando nuevos espectáculos y frecuentando los platós cinematográficos con varias producciones como El balcón de la luna (1962), donde compartía cartel con las otras grandes divas de la escena española Carmen Sevilla y Paquita Rico. Ya se empezaba a notar que la devoción del público de cine por las denominadas folclóricas no era igual que antes; si bien los años sesenta supusieron para Lola la consolidación como figura popular, con presencia abundante en televisión, revistas y galas. En 1966, presentó en el teatro Calderón de Madrid, el que sería el último de sus grandes espectáculos con Quintero, León y Quiroga.
Después de la muerte de Franco, durante la transición, el género de la copla atravesó un bache y Lola Flores fue capaz de reinventarse y adaptarse a ese periodo cambiante en las preferencias del público. En el cine y la televisión tuvo algunas interpretaciones destacadas en papeles alejados del encuadre folclórico que siempre le había acompañado, como en las películas Truhanes (1983), Los invitados (1987) o la serie Juncal (1989).

### Problemas con Hacienda y la Justicia
En marzo de 1987, la Fiscalía presentó una querella contra la artista y su marido por delito fiscal por no haber presentado las declaraciones del Impuesto sobre la Renta de las Personas Físicas entre los años 1982 y 1985, exigiéndosele una fianza de 145 millones de pesetas (871 561 €). En 1989, la Audiencia Provincial de Madrid decretó su absolución por un vacío legal motivado por una sentencia del Tribunal Constitucional que había anulado parcialmente la Ley del impuesto. Pero tras el recurso de la Fiscalía, fue condenada por el Tribunal Supremo en 1991 como autora de cuatro delitos contra la Hacienda Pública a dos penas de un mes y un día de arresto y otras dos de siete meses de prisión, que no llegó a cumplir de forma efectiva. El proceso tuvo una gran trascendencia social al tratarse de un personaje muy popular y fue utilizado por el Ministerio de Hacienda como caso ejemplarizante en su lucha contra el fraude fiscal.

### Últimos años
En 1990 Lola publicó el álbum Homenaje, que incluyó canciones grabadas a dúo con Julio Iglesias, Celia Cruz, Rocío Jurado y José Luis Rodríguez El Puma . Meses antes, en un sonado concierto en Miami retransmitido por televisión, todos ellos y otras figuras como Raphael, Olga Guillot, Chayanne, José Luis Perales y Emmanuel actuaron con Lola o le dedicaron elogios  . Celia Cruz y Olga Guillot aprovecharon la ocasión para agradecer a Lola cómo las ayudó, en los años 60, en sus debuts en los escenarios de Madrid.
Ya en 1994 La Faraona sufría serios problemas de salud, y el canal de televisión español Antena 3 le tributó un emotivo homenaje, presentado por Jesús Puente, al que acudieron la entonces ministra de Cultura Carmen Alborch e innumerables figuras del mundo artístico: Paco Rabal, Pedro Almodóvar, Juanito Valderrama, Chiquetete, Azúcar Moreno, María Dolores Pradera, Joan Manuel Serrat, Rocío Jurado... .

### Falsa cita en el New York Times
La célebre frase «ni canta ni baila, no se la pierdan» siempre se ha atribuido al New York Times, pero sin embargo este periódico norteamericano nunca se refirió a ella de esta manera, sino muy someramente y -salvo en el obituario-, para informar sobre las actuaciones que tenía agendadas. Carlos Yarnoz, periodista del diario español El País, realizó una concienzuda investigación en el New York Times comprobando que nunca había aparecido esa frase. También han investigado sobre ello los periodista Diego A. Manrique, Francisco Peregil y la catedrática de Antropología Social, Cristina Cruces Roldán de la Universidad de Sevilla.

Sí que en una de las actuaciones programadas de la artista en los Estados Unidos, el New York Times dice:
Lola Flores, cantante y bailaora flamenca, considerada por sus seguidores como «la artista española más cotizada»....

## Vida personal

### Imagen y personalidad
Algunos de los calificativos que durante décadas se han utilizado para definir la personalidad de Lola Flores han sido los de racial, temperamental, genuina, pasional, arrolladora, o genial. Se ha llegado a decir que «Lola Flores es casi una religión».
Algunas de sus peripecias y declaraciones a lo largo de su vida han quedado grabadas en el imaginario colectivo de los españoles de varias generaciones, así lo confirman varias reacciones espontáneas a lo largo de su trayectoria vital. Una de sus anécdotas más recordadas tuvo lugar en 1977 durante la emisión en directo y ante el público de una de sus actuaciones para el programa de Televisión española Esta noche, fiesta, conducido por José María Íñigo. En un giro brusco del baile, Lola Flores perdió un pendiente, detuvo la actuación para, mientras se ponía a buscar por el suelo de todo el escenario, clamar ante el micrófono: «Perdón, pero se me ha caído un pendiente en oro. [...] Bueno, ustedes me lo vais a devolver porque mi trabajito me costó. [...] Muchas gracias de todo corazón pero el pendiente, Íñigo, no lo quiero perder, eh, por favor».
Años más tarde, con motivo de la boda de su hija Lolita el 25 de agosto de 1983, un gentío de en torno a cinco mil personas abarrotaron la iglesia y su contorno para seguir en directo el enlace. La desaforada concentración de personas impedía la celebración de la ceremonia y ante la desesperada situación, Lola Flores, micrófono en mano, imploró a los congregados: «Si me queréis, irse». La expresión pasó como frase hecha al lenguaje popular y décadas más tarde seguía utilizándose.
Finalmente, otro episodio que da muestra del peculiar carácter de la artista jerezana, fue el acaecido en 1989 cuando fue llamada a declarar judicialmente acusada de fraude fiscal durante cinco años consecutivos. Tras excusarse alegando su desconocimiento de la obligación de tributar y reconocer que no sabía que no hacerlo tenía «tanto castigo», imploró ante las cámaras: «Si una peseta me diera cada español, podría pagar», momento que igualmente pasó a la posteridad en la historia de la televisión.

### Matrimonio y familia
Tras mantener algunos romances con futbolistas españoles, como Gustavo Biosca y Gerardo Coque, Flores contrajo matrimonio el 27 de octubre de 1957, en el Real Monasterio de El Escorial, con el guitarrista y compositor gitano Antonio González El Pescaílla. Con él, procreó a sus tres hijos, Dolores González Flores nacida en 1958, Antonio González Flores nacido en 1961, y Rosario González Flores nacida en 1963; los tres, al igual que sus padres, persiguieron carreras en la música, con Dolores siendo conocida como Lolita Flores, Antonio presentándose como Antonio Flores, y Rosario usando el nombre de Rosario Flores. 
Adicionalmente, por medio de su hermana Carmen Flores, era tía del exfutbolista y entrenador Quique Sánchez Flores, y por sus hijos Lolita y Antonio, abuela de las actrices Elena Furiase, y Alba Flores.

## Enfermedad y muerte

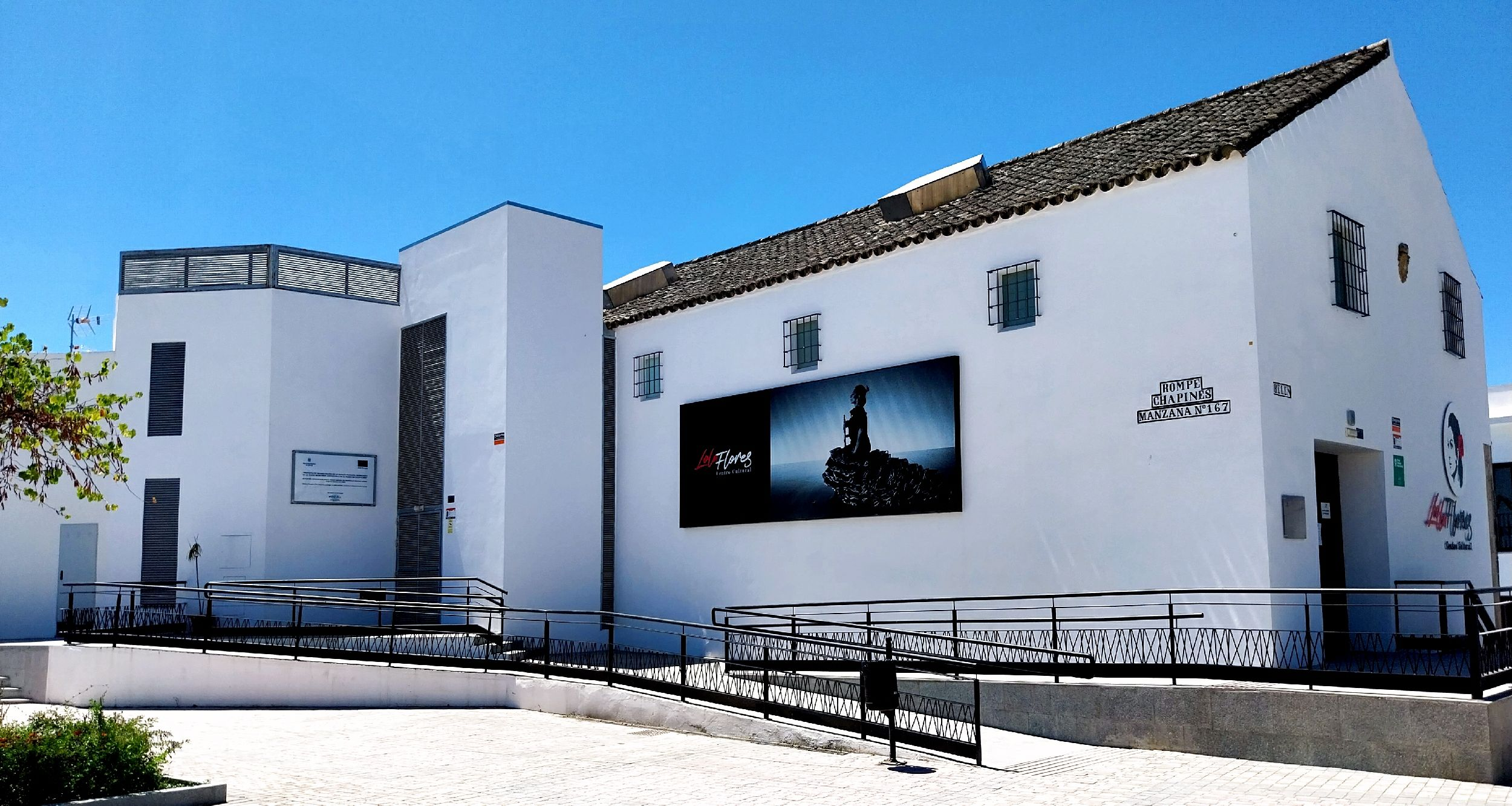
El Centro Cultural Lola Flores abrió sus puertas en 2023 en la jerezana Plaza de Belén

En 1972, fue diagnosticada con cáncer de mama, para el cual se sometió a quimioterapia, pero se negó a operarse de un seno para erradicar la afección. El 16 de mayo de 1995, Flores falleció como consecuencia de esa enfermedad a los 72 años de edad en su residencia de «El Lerele» en la urbanización de La Moraleja, situada en el municipio de Alcobendas. Su capilla ardiente quedó instalada en el Centro Cultural de la Villa (posteriormente Teatro Fernán Gómez) de Madrid, en la plaza de Colón. En un ataúd abierto y amortajada con una mantilla blanca, todos sus admiradores pudieron pasar a verla. Fue sepultada en el cementerio de la Almudena.
Catorce días después de su muerte, el 30 de mayo de 1995, su hijo Antonio Flores, de 33 años, falleció por una sobredosis de barbitúricos.

## Homenajes póstumos

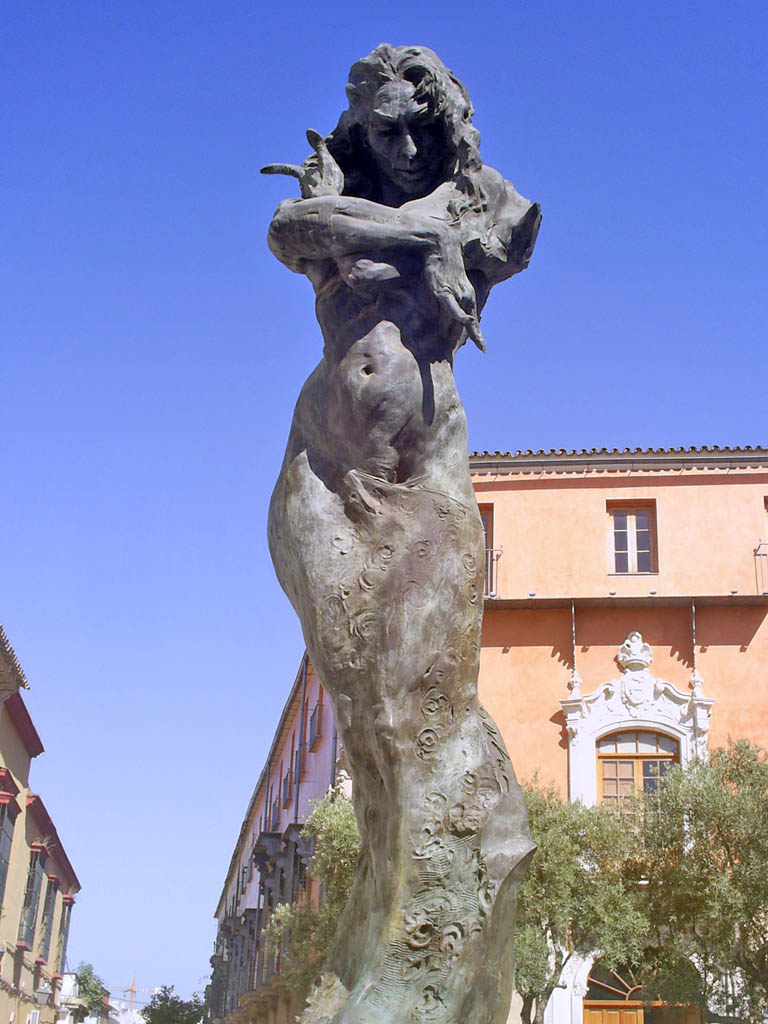
Monumento a Lola Flores ubicado en Jerez de la Frontera, España, 2003.

En 2016, las Fundaciones Lara y Cajasol otorgaron al ensayo Lola Flores: otra historia del espectáculo en la España contemporánea de Alberto Romero Ferrer el Premio Manuel Alvar de Estudios Humanísticos 2016.
En 2017, el Ayuntamiento de Jerez publicó un disco homenaje y le dedicó la edición de ese año de la Feria del Caballo.
En 2020, la serie Estoy vivo le dedicó un capítulo.
El 28 de octubre de 2021, Movistar Plus+ estrenó la serie documental Lola sobre su vida artística y personal, que recoge testimonios de sus hijas, su hermana, su amigo Juan el Golosina y artistas como Tomasito, Encarnita Polo, Martirio, Rosalía, C Tangana, Miguel Poveda, Alaska, Ara Malikian, Mala Rodríguez o Nathy Peluso. Algunos de ellos la conocieron y otros no llegaron a hacerlo, pero se reconocen influenciados por su arte. El documental también recoge opiniones de las investigadoras Cristina Cruces, catedrática del departamento de Antropología Social de la Universidad de Sevilla y de Lidia García, investigadora predoctoral en el Departamento de Historia del Arte de la Universidad de Murcia.

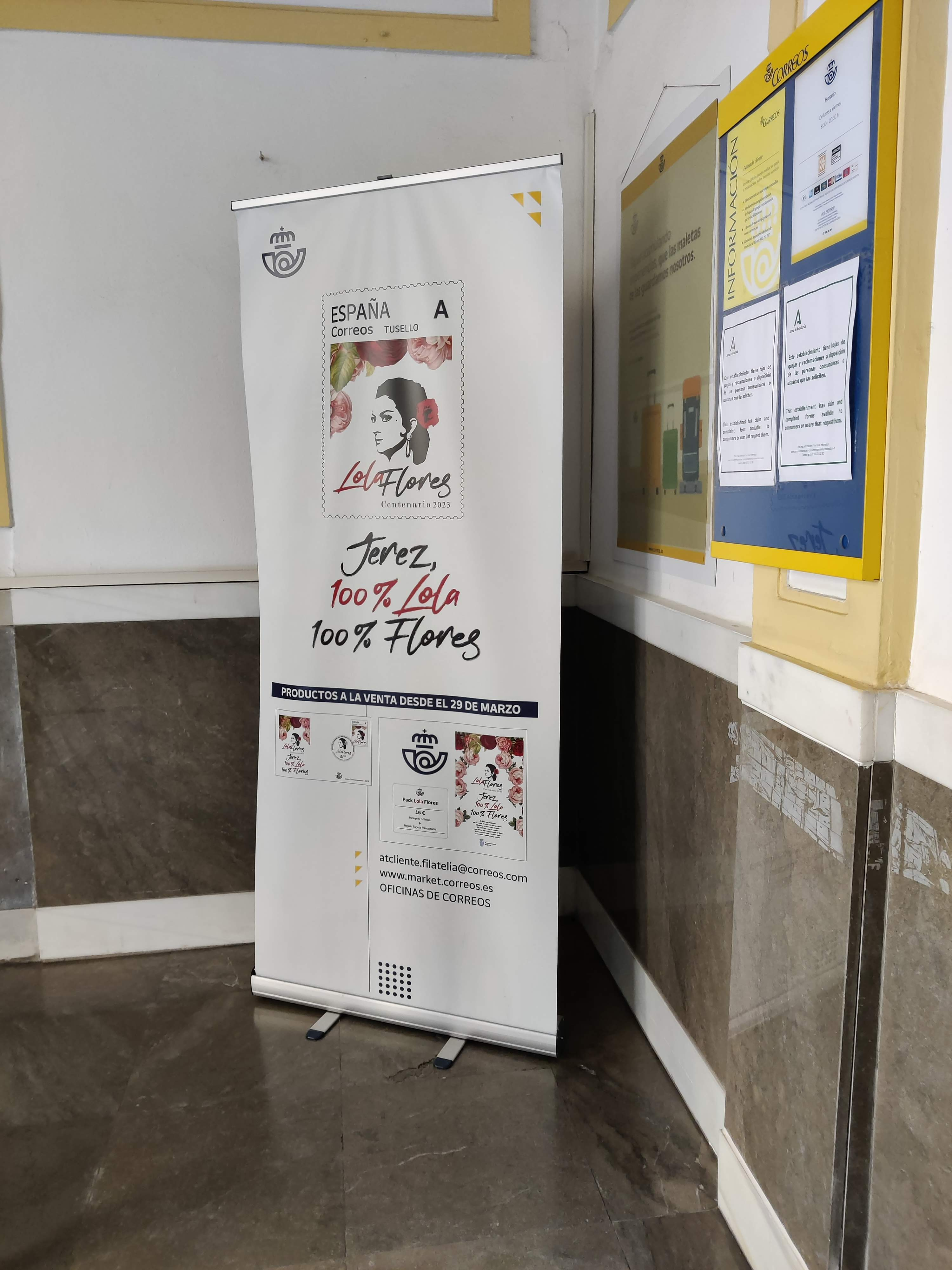
Sello en su honor

El 31 de marzo de 2023, la familia Flores inauguró el Centro Cultural Lola Flores, ubicado en la antigua Nave del Aceite de la céntrica plaza de Belén de Jerez de la Frontera.

## Discografía
Lola Flores tiene cientos de grabaciones y canciones que han quedado en el recuerdo del público. Su primera canción grabada en disco fue Pescaero, pescaero.  De ese mismo periodo destacan Pepa Banderas (1946), La Sebastiana y sobre todo  La Zarzamora (1948), que la acompañó en su entierro por petición propia.
Entre sus discos se encuentran: Ay Lola, España mía, Juerga flamenca, Mi mundial 82 (1982) La inimitable Lola (1990).

## Filmografía
Lola Flores desarrolló una extensa carrera cinematográfica a lo largo de más de cinco décadas, participando en cerca de cuarenta películas desde su debut en 1940. Trabajó con destacados directores españoles e internacionales como Luis Lucia, Tito Davison o Rovira Beleta, y compartió escena con figuras como Manolo Caracol, Fernando Fernán Gómez o Pedro Vargas. Su presencia en pantalla, magnética y carismática, se convirtió en sello distintivo de una época. Sus películas, muchas de ellas coproducciones con México y Argentina, fusionaron el folclore andaluz con el melodrama musical, y tuvieron gran acogida entre el público. Gracias a ello, dejó una profunda huella en el cine popular de España e Hispanoamérica.
| Año  | Título                                                       | País                          | Director                                   | Papel                           | Notas                                                                            |
| ---- | ------------------------------------------------------------ | ----------------------------- | ------------------------------------------ | ------------------------------- | -------------------------------------------------------------------------------- |
| 1940 | Martingala                                                   | España                        | Fernando Mignoni                           |                                 |                                                                                  |
| 1941 | Un alto en el camino                                         | España                        | Julián Torremocha                          | Soledad Molina                  |                                                                                  |
| 1943 | Misterio en la marisma                                       | España                        | Claudio de la Torre                        | Bailaora                        |                                                                                  |
| 1943 | Alegrías                                                     | España                        | Jesús Rey                                  |                                 | Cortometraje                                                                     |
| 1944 | Una herencia en París                                        | España                        | Miguel Pereyra                             |                                 |                                                                                  |
| 1947 | Embrujo                                                      | España                        | Carlos Serrano de Osma                     | Lola                            |                                                                                  |
| 1950 | Jack el negro / Black Jack / Jack le noir                    | España Estados Unidos Francia | Julien Duvivier, José Antonio Nieves Conde | Cantante                        |                                                                                  |
| 1951 | La niña de la venta                                          | España                        | Ramón Torrado                              | Reyes                           |                                                                                  |
| 1952 | Estrella de Sierra Morena                                    | España                        | Ramón Torrado                              | Estrella                        |                                                                                  |
| 1953 | ¡Ay, pena, penita, pena!                                     | España México                 | Miguel Morayta                             | Carmen Heredia                  |                                                                                  |
| 1953 | Reportaje                                                    | México                        | Emilio Fernández                           |                                 |                                                                                  |
| 1954 | Morena Clara                                                 | España                        | Luis Lucia                                 | Trinidad Vargas                 |                                                                                  |
| 1954 | La danza de los deseos                                       | España                        | Florián Rey                                | Candela                         |                                                                                  |
| 1955 | La Hermana Alegría                                           | España                        | Luis Lucia                                 | Hermana Consolación             |                                                                                  |
| 1955 | Limosna de amores / Tú y las nubes                           | España México                 | Miguel Morayta                             | Dolores Montero                 |                                                                                  |
| 1956 | La Faraona                                                   | España México                 | René Cardona                               | Soledad Prim Altamira y Montoya |                                                                                  |
| 1956 | Los Tres Amores de Lola / Lola Torbellino                    | España México                 | René Cardona                               | Lola                            |                                                                                  |
| 1958 | Maricruz                                                     | España México                 | Miguel Zacarías                            | Maricruz                        |                                                                                  |
| 1958 | El gran espectáculo                                          | España México                 | Miguel Zacarías                            | Carmen "La Andaluza"            |                                                                                  |
| 1959 | María de la O                                                | España                        | Ramón Torrado                              | María de la O                   |                                                                                  |
| 1959 | Venta de Vargas                                              | España                        | Enrique Cahen Salaberry                    | Dolores                         |                                                                                  |
| 1959 | Las de Caín                                                  | España                        | Antonio Momplet                            | La Coralito                     |                                                                                  |
| 1959 | Échame la culpa                                              | España México                 | Fernando Cortés                            | Reyes                           |                                                                                  |
| 1962 | El balcón de la luna                                         | España                        | Luis Saslavsky                             | Cora Benamejí                   |                                                                                  |
| 1963 | De color moreno                                              | España México                 | Gilberto Martínez Solares                  | Rosario                         |                                                                                  |
| 1964 | La gitana y el charro                                        | España México Guatemala       | Gilberto Martínez Solares                  | María Vargas                    |                                                                                  |
| 1969 | El taxi de los conflictos                                    | España                        | Mariano Ozores, José Luis Sáenz de Heredia | Lola                            |                                                                                  |
| 1969 | Aventura en Hong Kong / Un ataúd para Hong Kong / Kuma Ching | España Argentina              | Daniel Tinayre                             | Lola Reyes                      |                                                                                  |
| 1970 | Una señora estupenda                                         | España México                 | Eugenio Martín                             | Lola                            | Galardón a la mejor actriz en los premios del Sindicato Nacional del Espectáculo |
| 1971 | A la española                                                | España                        | Valerio Lazarov                            | Ella misma                      | Documental                                                                       |
| 1973 | Casa Flora                                                   | España                        | Ramón Fernández                            | Flora                           |                                                                                  |
| 1974 | El asesino no está solo                                      | España                        | Jesús García de Dueñas                     | Doña Dolores                    |                                                                                  |
| 1975 | Canciones de nuestra vida                                    | España                        | Eduardo Manzanos Brochero                  | Ella misma                      | Documental                                                                       |
| 1976 | Canciones para después de una guerra                         | España                        | Basilio Martín Patino                      | Ella misma                      | Documental realizado en 1971, pero no estrenado hasta 1976                       |
| 1983 | Truhanes                                                     | España                        | Miguel Hermoso                             | Nati Jiménez                    |                                                                                  |
| 1983 | Juana la loca... de vez en cuando                            | España                        | Juan José Alonso Millán                    | Reina Isabel I La Católica      |                                                                                  |
| 1987 | Los invitados                                                | España                        | Víctor Alcázar                             | La capataza                     |                                                                                  |
| 1992 | Sevillanas                                                   | España                        | Carlos Saura                               | Ella misma                      | Documental                                                                       |

### Programas de televisión
- Cantares (1978)
- Memorias del cine español (1978)
- Juncal (1988)
- El tablao de Lola (1992)
- Queridos cómicos (1992)
- Sabor a Lolas (1992-1993)
- Farmacia de Guardia (1993)
- El coraje de vivir (1994)
- Los ladrones van a la oficina (1994)
- Ay Lola, Lolita, Lola (1995)

## Distinciones honoríficas
- Orden del Tío Pepe de Oro (1953)[56]
- Medalla de Oro al Mérito en el Trabajo (1994)[57]
- Hija Predilecta de Andalucía [a título póstumo] (2023)[58]
- Hija Predilecta de la provincia de Cádiz [a título póstumo] (2023)[59]